# Mann gegen Mann (1928)
Mann gegen Mann ist ein deutscher Action-Stummfilm aus dem Jahre 1928 von und mit Harry Piel.

## Handlung
Harry Paulsen ist ein ziemlicher Tausendsassa, der keinem Abenteuer aus dem Weg geht. Eines Tages stößt er auf eine Bande von Banknotenfälscher. Auch die smarte Detektivin Gladys Norton ist diesen Blütenfabrikanten auf der Spur. Als sie bei ihren Ermittlungen auf Paulsen stößt, hält sie ihn zunächst ebenfalls für einen der Ganoven und will ihn verhaften. Nachdem der Irrtum aufgeklärt ist, verbünden sich die beiden Spürnasen. Harry spürt das Versteck der Notenpresse auf und macht die Fälscherbande vor Ort dingfest. 
Damit auch diejenigen Ganoven nicht davonkommen, die den Transport der Blüten organisieren, arrangiert Harry ein ungewolltes Treffen der Falschgeldschmuggler mit der Grenzpolizei, die nur auf den illegalen Grenzverkehr der Transportbande gewartet hatte. Schließlich gelingt es Harry, auch noch den Kopf der Organisation zu enttarnen: Es ist der Kassierer der Schweizer Zentralbank. Um seiner hübschen jungen Kollegin Gladys, auf die Harry mittlerweile ein Auge geworfen hatte, zu gefallen, überlässt er ihr dessen Verhaftung.

## Produktionsnotizen
Mann gegen Mann passierte am 12. Mai 1928 die Filmzensur, besaß zehn Akte und war 3186 Meter lang. Der Film erhielt Jugendverbot. Die Uraufführung erfolgte am 14. Mai 1928 im Ufa-Palast am Zoo. 
Die Filmbauten entwarf Willi A. Herrmann. Harry Piel und Hauptdarstellerin Dary Holm waren miteinander verheiratet. Marlene Dietrichs Ehemann Rudolf Sieber war Regieassistent.

## Kritik
Paimann’s Filmlisten resümierte: „Im Sujet sind Spannung, Sensation und heitere Intermezzi richtig dosiert, so daß es niemals den Boden des Glaubhaften verläßt, wie auch die Regie streng kontinuierlich und ohne Mätzchen arbeitet. Die Darstellung ist in allen Rollen sehr gut.“